# Splanknikuskärlbädd
Splanknikuskärlbädd (splanchnicus, inälvs-), är en medicinsk term som avser de kärlbäddar vars venösa avflöden mynnar i vena porta. Kärlbäddarna som försörjer tarmarna, magsäcken, mjälten och bukspottkörteln ingår i splanknikuskärlbäddarna. En vanlig orsak till vätska i bukhålan (ascites) vid skrumplever är förstoring av splanknikusartärerna på grund av kronisk leverinflammation.